# Unione Sportiva Pontedera 1936-1937
Questa voce raccoglie le informazioni riguardanti l'Unione Sportiva Pontedera nelle competizioni ufficiali della stagione 1936-1937.

## Rosa
| N. |                   | Ruolo | Calciatore        |
| -- | ----------------- | ----- | ----------------- |
|    | Italia (bandiera) |       | Argante Bachini   |
|    | Italia (bandiera) |       | Marino Bastianini |
|    | Italia (bandiera) |       | Bruno Belli       |
|    | Italia (bandiera) |       | Niccolò Caponi    |
|    | Italia (bandiera) | C     | Indro Cenci       |
|    | Italia (bandiera) |       | Claire Cerri      |
|    | Italia (bandiera) |       | Aurelio Ciabatti  |
|    | Italia (bandiera) |       | Raffaele D’Aquino |

| N. |                   | Ruolo | Calciatore       |
| -- | ----------------- | ----- | ---------------- |
|    | Italia (bandiera) |       | Vasco Donadoni   |
|    | Italia (bandiera) |       | Ranieri Gherardi |
|    | Italia (bandiera) |       | Pompeo Martini   |
|    | Italia (bandiera) | A     | Silvio Nassi     |
|    | Italia (bandiera) |       | Estevan Nesti    |
|    | Italia (bandiera) |       | Mario Novi       |
|    | Italia (bandiera) |       | Oreste Rotta     |